# Жилой дом ЕрГЭСа
Жилой дом ЕрГЭСа («Шахматный дом») — жилой дом в Ереване, расположенный по адресу ул. Пароняна, дом 7, памятник конструктивизма. Построен в 1929-1930 годах по проекту архитекторов Каро Алабяна и Микаэла Мазманяна для работников Ереванской гидроэлектростанции (ЕрГЭС-1).

## История
16 мая 1926 года состоялся торжественный пуск Эриваньской гидроэлектространции (ЕрГЭС-1) — первой и самой мощной в Советской Армении. Несмотря на всю помпу запуска электростанции, до начала 1930-х отдельного дома для работчников ЕрГЭС-1 не существовало; его начали строить лишь в 1929 году по совместному проекту молодых архитекторов Каро Алабяна и Микаэла Мазманяна на ул. ул. Кармир Банаки (Красной Армии, ныне — Пароняна). 

## Архитектурные особенности

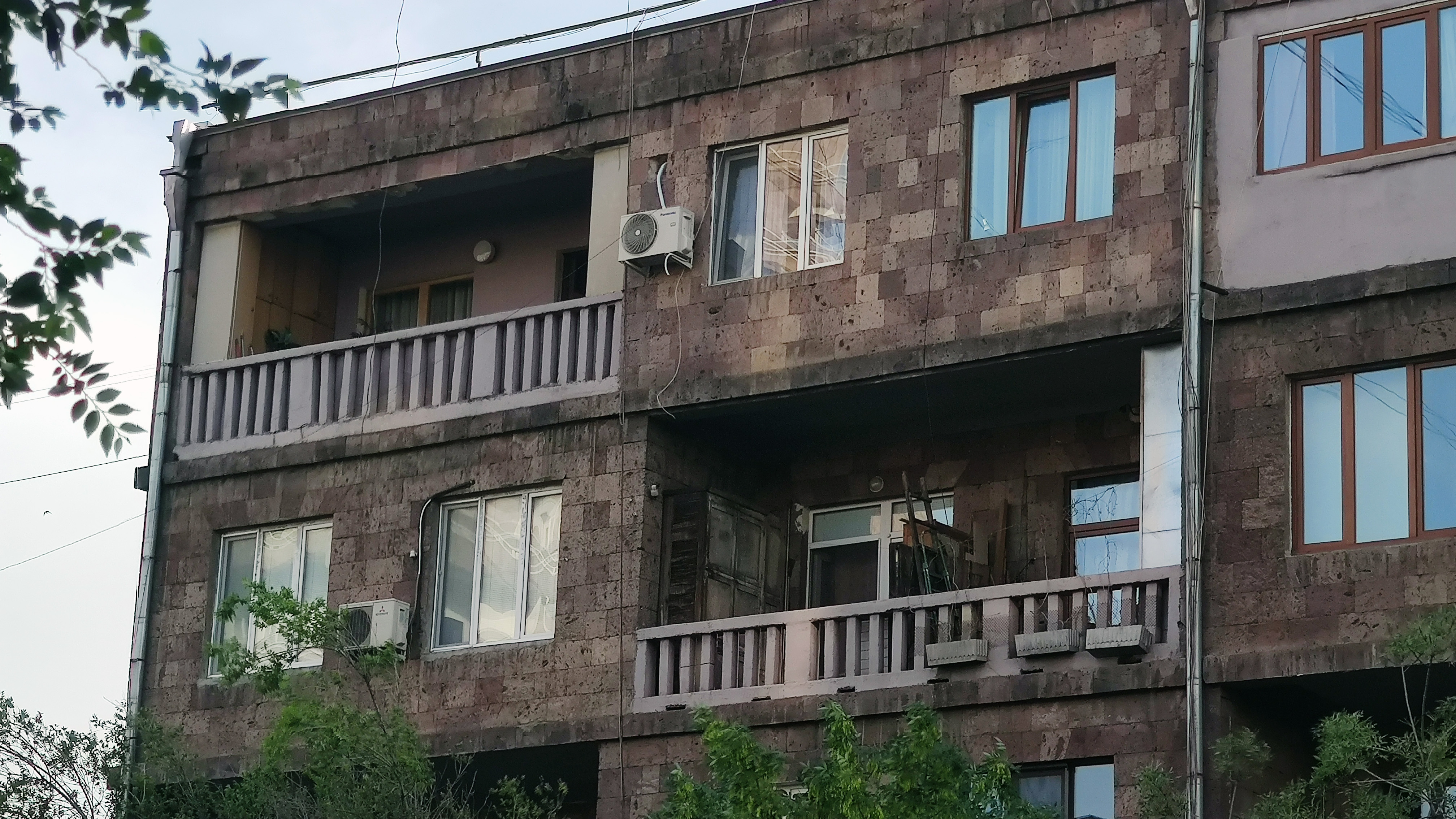
Сохранившиеся незастеклёнными «шахматные» блоки

Здание выполнено в стиле конструктивизма. Прозвище «Шахматный дом» не является его официальным названием и было дано зданию за характерное архитектурное решение — чередование стен с окнами и глубоких лоджий в шахматном порядке. В солнечную погоду стены были ярко освещены, в то время как лоджии оставались тёмными, что придавало зданию сходство с шахматной доской. Сегодня большая часть лоджий заложены и превращены в комнаты, что искажает облик здания и изначальную задумку архитекторов.
Изначально дом был трёхэтажным, но в 1950-е надстроен четвёртым этажом без нарушения шахматного порядка стен и лоджий; также здание было удлинено (количество вертикальных секций увеличено с 9 в изначальном проекте до 13), а первый этаж почти полностью видоизменён под магазины.
Квартиры в доме были очень маленькими, без кухонь, поскольку конструктивистский подход к жилым коммунам предполагал наличие фабрик-кухонь в каждом жилом комплексе. Отдельных ванных в квартирах также не было (только туалеты), поскольку предполагалось использование общественных бань. 
Из-за прозвища «Шахматный дом» жилой дом ЕрГЭСа часто путают с ереванским «Домом шахмат», построенным в 1970 году по проекту Жанны Мещеряковой.